# NT21ニュースレーダー
『NT21ニュースレーダー』（エヌティーにじゅういち ニュースレーダー）は、1986年9月29日から1987年10月16日まで新潟テレビ21で放送された平日夕方のローカルワイドニュース番組である。

## 放送時間
18:25 - 18:40